# 大天使ラファエルとトビアス (ポッライオーロ)
『大天使ラファエルとトビアス』（伊: L'Arcangelo Raffaele e Tobiolo, 英: The Archangel Raphael and Tobiolo）は、イタリアのルネサンス期のフィレンツェの画家ピエロ・デル・ポッライオーロが1465年から1470年頃に制作した絵画である。テンペラ画。主題は『旧約聖書』外典の｢トビト書｣で語られているトビアスと大天使ラファエルの物語から取られている。ジョルジョ・ヴァザーリによって、ポッライオーロ兄弟がフィレンツェのオルサンミケーレ教会の「柱」に描いたと言及された絵画と考えられており、同時期の同主題の作品に大きな影響を与えた。現在はトリノのサバウダ美術館に所蔵されている。

## 主題
アッシリア捕囚の時代、ニネヴェにトビトというユダヤ人がいた。あるとき盲目になったトビトは知人に貸した金を返してもらうため、息子トビアスを遠方のメディアまで使いに行かせた。そこでトビアスがメディアまで案内してくれる人間を探すと、親戚を名乗る男に出会った。実はこの男は信仰を守り続けるトビトを癒すために神が遣わした大天使ラファエルであり、トビアスに案内を申し出た。そこでトビアスは天使とは気づかずに犬を連れて旅立った。彼らがティグリス川のほとりで野宿したとき、トビアスはラファエルの助言に従って魚を捕まえ、その腹を開き、心臓と肝臓、胆嚢を取り出して取っておいた。その後、トビアスはエクバタナの女サラに取りついていた悪魔アスモデウスを魚の心臓と肝臓を炙った煙で追い払って彼女と結婚し、ニネヴェに帰国すると魚の胆嚢の胆汁で父の目を癒した。

## 作品

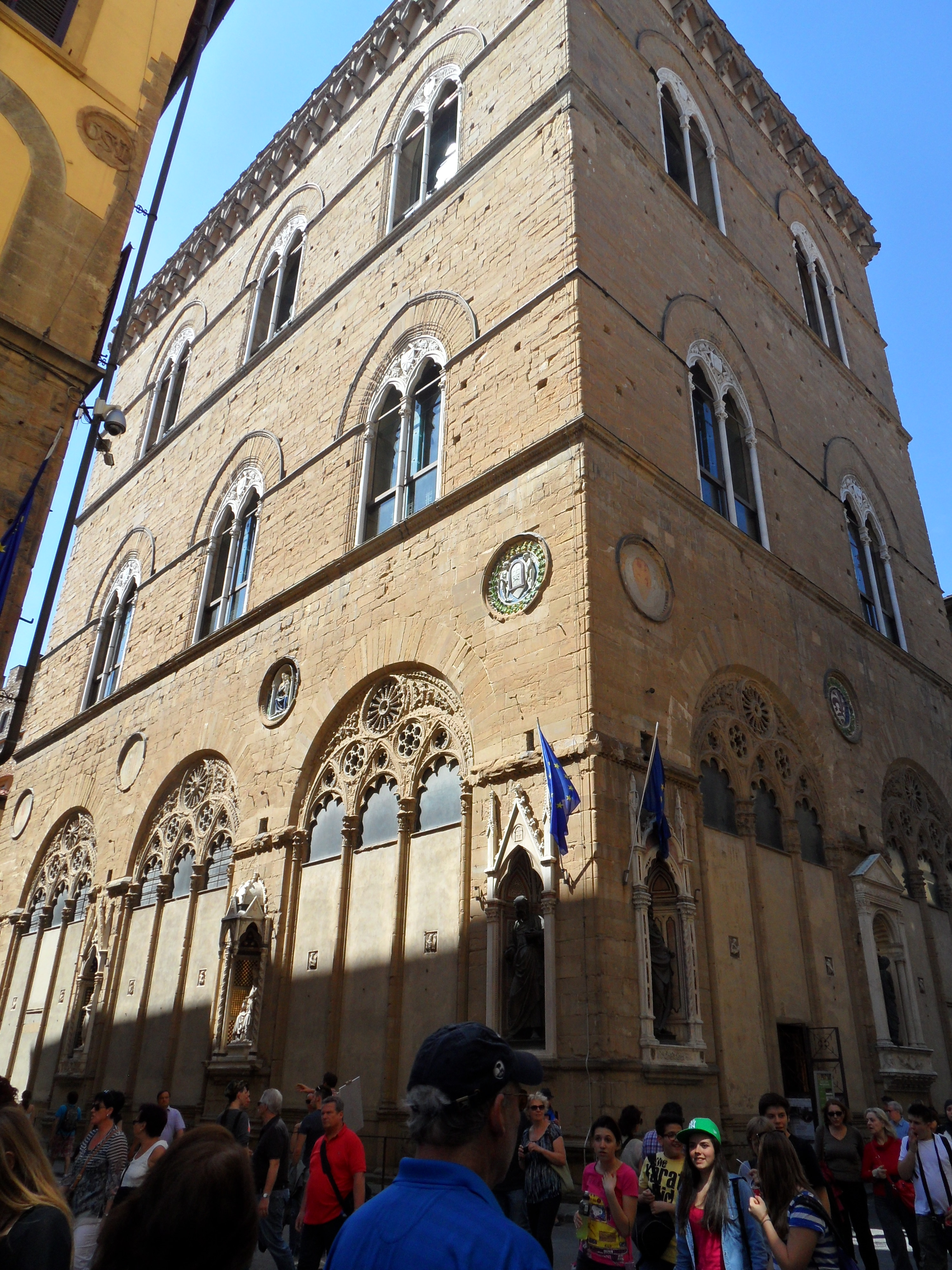
現在のオルサンミケーレ教会。

ポッライオーロは若いトビアスと彼を先導して歩く大天使ラファエルを描いている。トビアスは右手をラファエルの左腕を握り、ラファエルは背後のトビアスを振り向いている。画面奥の風景には見渡す限りの平野が広がり、1本の蛇行する川が流れている。2人の動きは優雅であるが、彼らの衣装はいっそう優雅である。ラファエルの衣装が古代的であるのに対して、トビアスは当時流行した最も裕福な衣装に身を包んでいる。｢トビト書｣によるとラファエルはトビアスの親戚に変装したが、ここでは翼のある天使の姿で描かれている。それぞれの衣装の高価な生地や天使の翼など質感の表現に卓越している。トビアスは左手の掌の中に借金の領収書を持ち、さらに同じ手に魚を結びつけた紐を持っている。またラファエルはトビトの失明を治癒するための薬である魚の胆嚢を保管した小箱を右手に持っている。
15世紀のフィレンツェの商人は、しばしば自身の子供たちを通過儀礼として国外に派遣した。大天使ラファエルはこうした商人の子供たちの保護者として商人から信仰を受けており、フィレンツェの画家たちはしばしば彼らからトビアスと天使の物語を主題とする絵画を発注されたと考えられている。
帰属については常にピエロ・デル・ポッライオーロとされてきたわけではなく、美術史家バーナード・ベレンソン（1896年）、トエスカ（Toesca, 1949年）、ブシニャーニ（Busignani, 1970年）などの研究者は兄弟が共同で制作し、兄アントニオ・デル・ポッライオーロがより多く制作に関わったと考えた。さらにサバティーニ（Sabatini, 1944年）やオルトラーニ（Ortolani, 1948年）は、ピエロの役割は限定的なものであるとした。逆にヴェントゥーリ（Venturi, 1911年）、ジョン・ポープ＝ヘネシー（Pope-Hennessy, 1946年）、エットリンガー（Ettlinger, 1978年）は、ピエロが制作に広範囲に関わったと見なしており、現在はこちらの説が広く合意を得ている。
本作品は同時代の同じ主題の絵画作品に影響を与えた。特にロンドン・ナショナル・ギャラリーのアンドレア・デル・ヴェロッキオの工房作とされる『トビアスと天使』、ウフィツィ美術館のフランチェスコ・ボッティチーニの『三人の大天使とトビアス』といった作品は、トビアスの右手の筒状の証書や魚、ラファエルの右手の小箱、ラファエルの近くを歩いている白い毛並みの犬といった要素で共通している。

## 来歴
18世紀に絵画を所有したのはトロメイ家であった。当初はフィレンツェのジノリ通りのトロメイ宮殿にあったが、その後シエナのトロメイ宮殿で記録されている。その後、サヴォワの男爵エットレ・ガリオド（Ettore Garriod）のコレクションに入り、1843年にサバウダ美術館によって購入された。

## ギャラリー

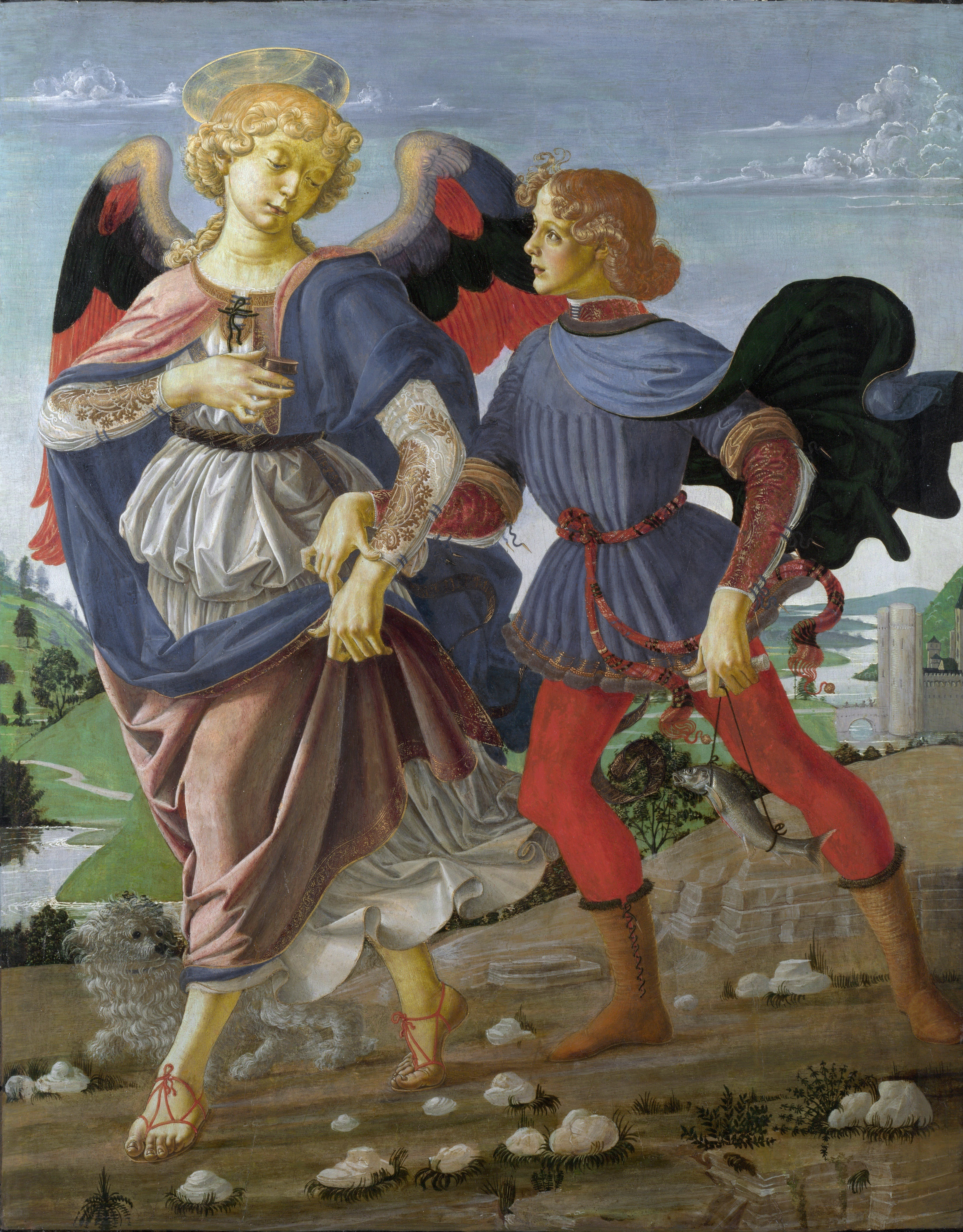
アンドレア・デル・ヴェロッキオの工房『トビアスと天使』1470年–1480年頃 ロンドン・ナショナル・ギャラリー所蔵
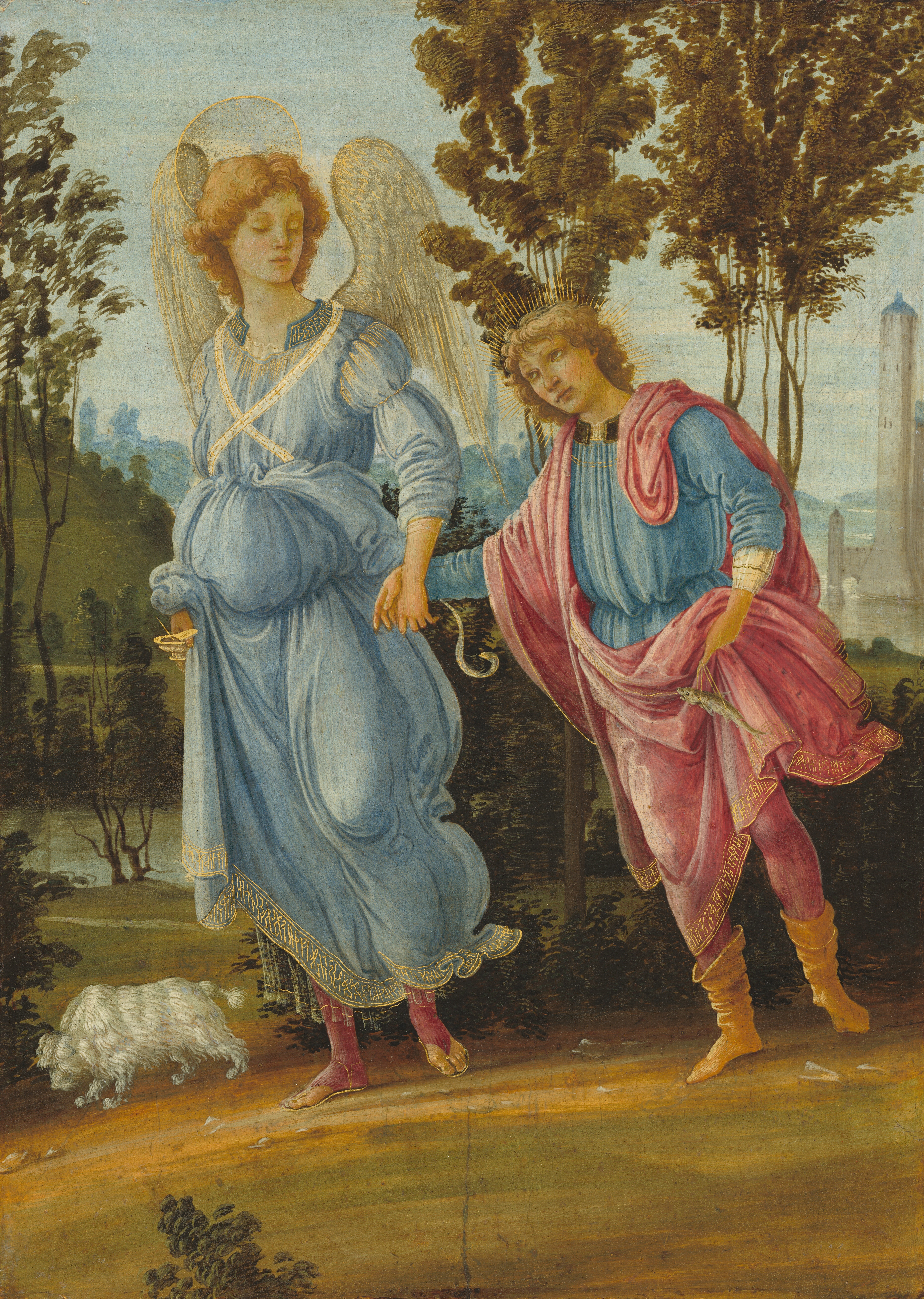
フィリッピーノ・リッピ『トビアスと天使』1475年-1480年頃 ワシントン・ナショナル・ギャラリー所蔵
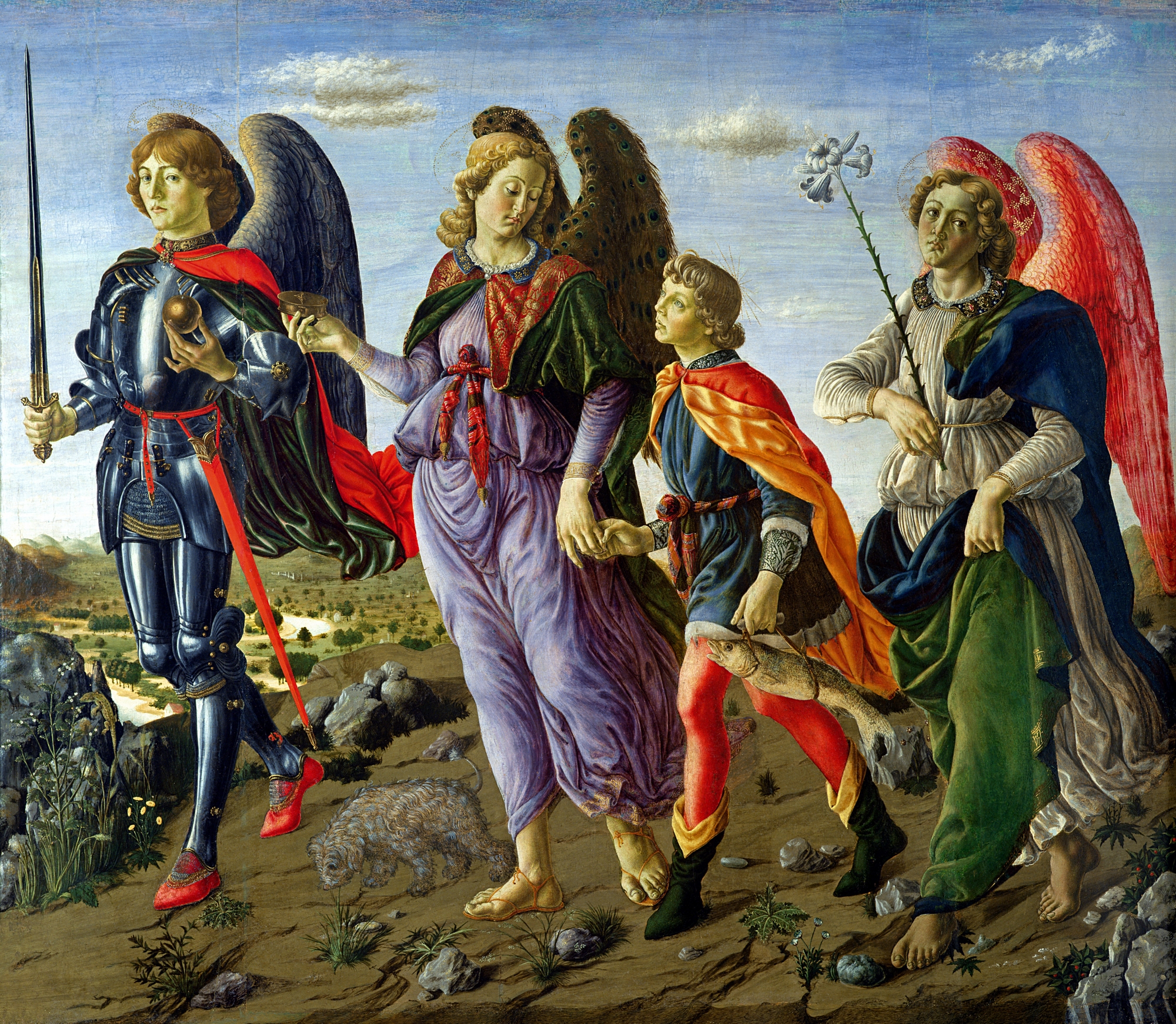
フランチェスコ・ボッティチーニ（英語版）『三人の大天使とトビアス』1470年頃 ウフィツィ美術館所蔵